# Nationalliga B (Eishockey) 1956/57
Die Saison 1956/57 war die zehnte reguläre Austragung der Nationalliga B, der zweithöchsten Schweizer Spielklasse im Eishockey. Der Zweitligameister Lausanne HC qualifizierte sich für die NLA-Relegation, in der er sich durchsetzen konnte und den Aufstieg erreichte. 

## Modus
Die Liga wurde in drei Gruppen aufgeteilt. Die jeweiligen Gruppensieger qualifizierten sich für die Finalrunde. Der Erstplatzierte der Finalrunde wurde Zweitligameister und qualifizierte sich für die NLA-Relegation. Für einen Sieg erhielt jede Mannschaft zwei Punkte, bei einem Unentschieden einen Punkt. Bei einer Niederlage erhielt man keine Punkte.

## Hauptrunde

### Gruppe West
| Pl. | Team               | Sp. | S | U | N | Tore  | Pkt. |
| --- | ------------------ | --- | - | - | - | ----- | ---- |
| 1.  | Lausanne HC        | 8   | 7 | 0 | 1 | 93:29 | 15   |
| 2.  | HC Martigny        | 8   | 5 | 0 | 3 | 52:63 | 14   |
| 3.  | EHC Visp           | 7   | 3 | 0 | 4 | 25:24 | 12   |
| 4.  | Genève-Servette HC | 8   | 3 | 0 | 5 | 27:48 | 12   |
| 5.  | HC Montana         | 7   | 1 | 0 | 6 | 26:59 | 7    |

### Gruppe Zentrum
| Pl. | Team              |
| --- | ----------------- |
| 1.  | SC Bern           |
| 2.  | Fribourg-Gottéron |
| 3.  | EHC Grindelwald   |
| 4.  | SC Langnau        |
| 5.  | Rot-Blau Bern     |

### Gruppe Ost
| Pl. | Team           |
| --- | -------------- |
| 1.  | EHC St. Moritz |

## Finalrunde
In der Finalrunde setzte sich der Lausanne HC gegen den SC Bern und den EHC St. Moritz durch. 